# Seznam evroposlancev iz Irske (1989–1994)
Seznam evroposlancev iz Irske v mandatu 1989–1994.

## Seznam

### Connaught
- John McCartin
- Neil Blaney
- Mark Killilea

### Dublin
- Proinsias De Rossa (zamenjala jo je Des Geraghty leta 1992[1])
- Mary Banotti
- Barry Desmond
- Niall Andrews

### Leinster
- Patrick Cooney
- Jim Fitzsimons
- Patrick Lalor

### Munster
- T.J. Maher
- Paddy Lane
- Pat Cox
- John Cushnahan
- Gene FitzGerald